# Ułan Konysbajew
Ułan Abirbiekowicz Konysbajew (oryg. Улан Абирбекович Конысбаев; ur. 28 maja 1989 w Ust-Kamienogorsku) – kazachski piłkarz, grający w klubie Kajrat Ałmaty, do którego jest wypożyczony z FK Astana. Występuje na pozycji pomocnika. W reprezentacji Kazachstanu zadebiutował w 2011 roku. Dotychczas rozegrał w niej 6 meczów, w których zdobył jedną bramkę (stan na 15.12.2011r.).